# Osveta kraljice Anne
Osveta kraljice Anne (eng. Queen Anne's Revenge) je bio zapovjedni brod engleskog pirata Edwarda Teacha Crnobradog. Iako ga je koristio manje od godinu dana, taj brod je bio njegovo glavno oružje u zarobljavanju brojnih trgovačkih brodova diljem Kariba. Brod se nasukao 1718. kod uvale Beaufort uz obalu britanske kolonije Sjeverne Karoline. 1996. podvodni arheolozi otkrili su ostatke broda za koji se pretpostavljalo da je Osveta kraljice Anne. 2011. je potvrđeno da je olupina doista brod Crnobradog.

## Povijest
Točno mjesto gradnje i porinuća broda je nepoznato. Prema jednoj verziji, brod je sagrađen u Velikoj Britaniji 1710. godine, kao fregata za trgovačka putovanja. Tada je dobio ime Concord. No tada je u tijeku bio rat za Španjolsko nasljeđe, te je brod već iduće godine zarobljen od Francuza. Brod je preuređen kako bi mogao sadržavati više tereta, te je preimenovan u La Concorde de Nantes. Brod je prodan Španjolskoj, ali je nekoliko godina poslije opet vraćen Francuskoj. Tada je prodana trgovcu Reneu Montaudoinu, koji ju je preuredio u brod za prijevoz robova.
Prema drugoj verziji, brod je sagrađen 1710. u Francuskoj, na ušću rijeke Loire.  Fregata je porinuta u more pod imenom La Concorde. Njezino prvo putovanje je bilo na sjeverozapadnu obalu Afriku i Karibe, gdje je vodila gusarski rat protiv Britanaca i Portugalaca. Putovanje je bilo uspješno, te je fregata zarobila nekoliko portugalskih i britanskih trgovačkih brodova. Nakon što je rat završio, prodana je trgovcu Reneu Montaudoinu, te joj je matična luka bila Nantes.
Za kapetana broda postavljen je Pierre Dosset koji je vodio brod na dva uspješna trgovačka putovanja u Afriku i na Karibe. Tijekom trećeg putovanja sa zapadne obale Afrike, brod su uz obalu Martinika 28. prosinca 1717. zarobili pirati pod zapovjedništvom Benjamina Hornigolda. Hornigold je za kapetana postavio jednog od svojih časnika, Edwarda Teacha Crnobradog. Nedugo zatim, Hornigold je odlučio prestati s pljačkama i prihvatiti Kraljevsku amnestiju. Teach je tada započeo samostalnu karijeru. Preimenovao je brod u Osveta kraljice Anne (Queen Anne's Revenge) po britanskoj kraljici iz vremena rata za Španjolsko nasljeđe, te povećao broj topova s 20 na 40.
S Osvetom kraljice Anne Crnobradi je oplovio cijele Karibe, zarobivši i opljačkavši oko 40 brodova. U svibnju 1718. Crnobradi je postavio blokadu primorskog grada Charlestowna te je tjedan dana držao grad pod opsadom. Pri tome je zarobio sve brodove koji su pokušali uploviti ili isploviti iz luke. Nakon što je dobio otkupninu, Crnobradi je zaplovio na sjever te se Osveta kraljice Anne nasukala na pješčani sprud i bila preteško oštećena da bi se mogla popraviti. Crnobradi je plijen premjestio na jedan manji brod, a dio posade napustio. Neki povjesničari smatraju da je Crnobradi namjerno nasukao brod da bi smanjio posadu i povećao svoj dio plijena. Osveta kraljice Anne je poslije potonula.
1996. podvodni arheolozi otkrili su ostatke broda za koji se niz godina pretpostavljalo da je Osveta kraljice Anne. 2011., nalazi topova različitih žigova i kalibra (kakvi se očekuju na piratskom brodu), te lanaca i okova za koje su robovi bili vezani, potvrdili su da je olupina doista brod Crnobradog.

## U popularnoj kulturi
- The Sean J. Kennedy Quartet ima jazz pjesmu po imenu Queen Anne's Revenge. Američki punk sastav Flogging Molly također ima pjesmu po imenu Queen Anne's Revenge.

- U filmovima o Crnobradom, Osvetu kraljice Anne obično glume kulise. U filmu Anne s Kariba ime Crnobradovog broda je skraćeno na Revenge (Osveta). U filmu Pirati s Kariba: Nepoznate plime Osvetu kraljice Anne glumi Sunset, stvarni brod koji je poznat po tome što je do tada glumio Crni biser, brod kapetana Jacka Sparrowa. Uz uobičajene topove, ona je u filmu naoružana i parom bacača Grčke vatre.

## Vanjske poveznice
- Pronađeno sidro s broda Crnobradog